# Diego Giovanni Ravelli
Diego Giovanni Ravelli   (Lazzate, 1 de novembre de 1965) és un prelat italià de l’Església Catòlica. Des del 2021 és Mestre de les Celebracions Litúrgiques Pontifícies i responsable del Cor de la Capella Sixtina. El 2023 va ser nomenat arquebisbe titular de Recanati.
Ordenat sacerdot el 1991, es vinculà inicialment als Sacerdots de Jesús Crucificat i posteriorment a la diòcesi de Velletri-Segni. Format a Roma, obtingué un diploma en pedagogia (2000) i un doctorat en litúrgia sagrada (2010). Treballà a l’Oficina de Caritat Pontifícia des del 1998, que dirigí entre 2003 i 2021, i col·laborà amb el servei litúrgic del Papa com a mestre de cerimònies des del 2006.
El papa Francesc el nomenà Mestre de les Celebracions Pontifícies l’octubre de 2021. Després del funeral de Benet XVI, rebé l’encàrrec de simplificar el ritual de les exèquies papals, publicat en nova edició el 2024. Fou consagrat bisbe el juny de 2023 per Pietro Parolin. Entre les seves obres destaca La solennità della cattedra di San Pietro nella Basilica Vaticana (2012).